# 西藏黄堇
西藏黄堇（学名：Corydalis tibetica）为罂粟科紫堇属下的一个种。

## 扩展阅读
- 維基物種上的相關：西藏黄堇